# 嫦娥5号
嫦娥5号（じょうが5ごう）は、嫦娥計画第三段階の月探査機で、計画第三段階に実施するサンプルリターンを任務とする。嫦娥5号は海南省の文昌衛星発射場から発射され、月面で自動的にサンプルを採取して月から戻るミッションである。

## 概要
嫦娥5号は、中国の宇宙開発史上最初となる試みを、以下の4点で実現させる狙いがある。
1. 月面自動サンプリング
2. 月面離陸
3. 38万km以上離れた月周回軌道上での無人ドッキング
4. 第二宇宙速度まで加速して月の土壌サンプルとともに地球に帰還

嫦娥5号は、軌道船と帰還船、離陸船と着陸船から構成される。設計された2種類のサンプリング機構を搭載し、サンプルの種類を増やしている。一つは鏨を打ち込んで比較用の深層土壌を採取する。もう一つはロボットアームで有効範囲内をかき取って月の土壌を収集する。二つのサンプルの比率は1:3（すなわち約0.5kgと約1.5kg）で、表面で収集するサンプルの方が多い。採取後、離陸船はサンプルを搭載して月面の着陸船上から上昇し、軌道船とドッキング後に土壌サンプルを帰還船に移動させる。月面でのサンプル採取ののち、最終的に帰還機は2020年12月17日に内モンゴル自治区の草原地帯へ帰還に成功した。

## 発射に至るまで
2019年春までの時点では2019年末発射予定とされていたが、2019年10月に2020年となることが報じられた。2020年9月に開かれた中国宇宙大会で、月探査プロジェクトの副チーフデザイナーが「年内に」打ち上げられると発表した。2020年11月24日、文昌衛星発射場より打ち上げられ、軌道への投入に成功した。
- 発射

## 打ち上げ後の経過
2020年
- 11月24日 22時06分(CST) - 1回目の軌道修正[15]。
- 11月25日 22時06分(CST) - 2回目の軌道修正[15]。

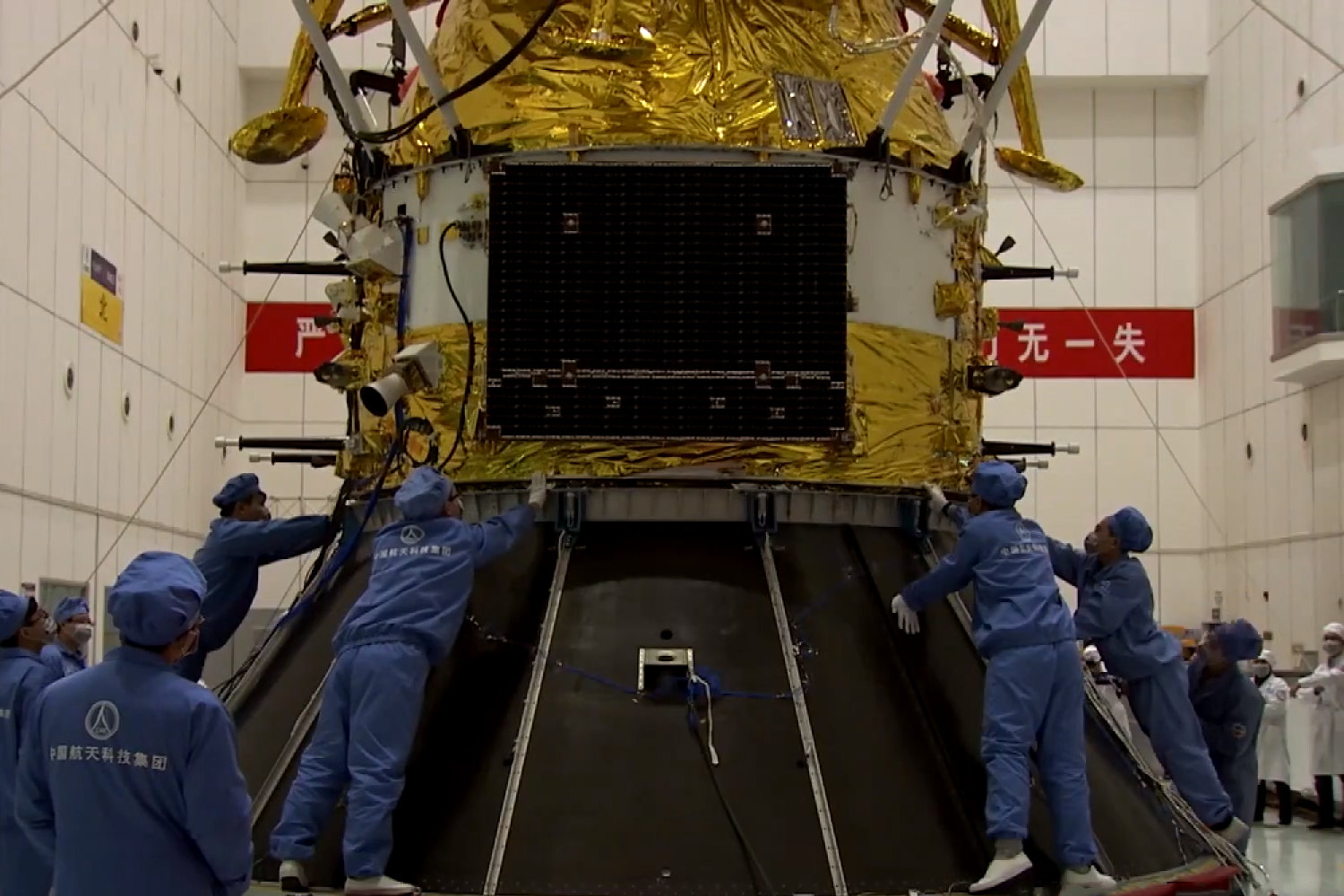

- 11月28日 20時58分(CST) - 3回目の軌道修正（楕円月周回軌道に投入）[16]。
- 11月29日 20時23分(CST) - 4回目の軌道修正（近円形月周回軌道に変更） [17]。
- 11月30日 04時40分(CST) - 着陸モジュール・上昇モジュール結合体と軌道モジュール・帰還モジュール結合体を分離[18]。
- 12月01日 23時11分(CST) - 月面軟着陸[19]。
- 12月02日 04時53分(CST) - サンプル採取開始[20]。
- 12月02日 22時(CST) - サンプル密封完了[21]
- 12月03日 23時10分(CST) - 上昇機が月面離陸[22]。
- 12月06日 05時42分(CST) - 中国初の、月軌道上でのドッキングに成功[23]。
- 12月06日 06時12分(CST) - サンプル容器を上昇機から帰還機に移す[23]。
- 12月06日 12時35分(CST) - 上昇機を分離[24]。
- 12月08日 06時59分(CST) - 上昇機の制御落下を開始[25]。
- 12月08日 07時30分(CST)頃 - 上昇機が月面に制御落下[25]。
- 12月12日 午前(CST) - 復路1回目の軌道変更[26]。
- 12月13日 09時51分(CST) - 復路2回目の軌道変更を完了し、地球への遷移軌道に移行[27]。
- 12月13日 11時13分(CST) - 復路の遷移軌道における1回目の軌道修正[28]。
- 12月16日 09時15分(CST) - 復路の遷移軌道における2回目の軌道修正[29][30]。

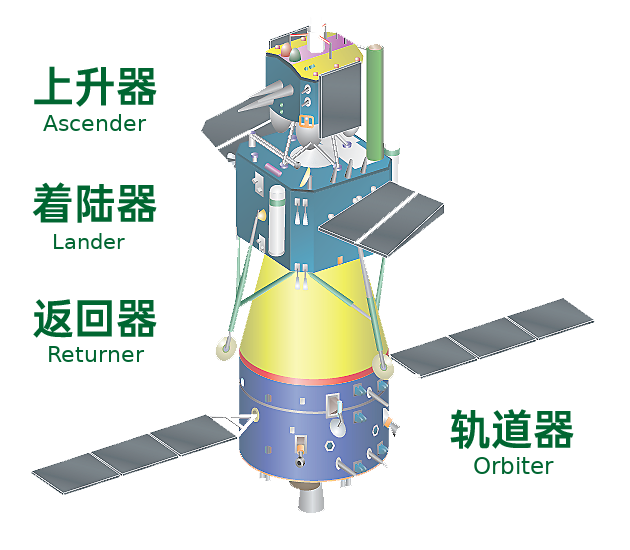

- 12月17日 01時59分(CST) - 帰還機は地球に着陸した[31][32]。
- 12月19日 - 合計1731gのサンプルが確認されたことを発表し、サンプルが研究者に引き渡された[7]。

## 科学的目標
着陸地点周辺の月面地形観測と地質の実地調査をおこない、サンプルから取得された現地での分析データと、研究室での解析データとの関係を調査する。主要なものは以下の通り。
- 着陸地点周辺の地形調査
  - サンプル地点周辺の地形と構造の特徴
  - クレーターの形や大きさ、分布等
- 物質成分の調査
  - サンプル地点の物質成分の特徴
  - 月の土壌の物理特性と構造
  - 浅い地殻層の温度勾配調査

地球に持ち帰る月のサンプルは、長期間にわたる研究室での測定（物理的特性と物質構造、鉱物と化学的組成、微量の元素や同位体の組成、月の石が形成・変化する過程での同位体年齢など）を通じて体系化され、宇宙放射や太陽風イオンと月の相互作用、風化と環境による変化の過程など、月の成因と変化の歴史に対する研究を深める。

## 搭載機器
着陸用カメラ、光学カメラ、鉱物スペクトル分析器、土壌気体分析器、土壌構造探測計、サンプリング切断面温度測定計、岩石ボーリング機ならびにサンプリングマシン

## 着陸地点
中国科学院学士会員で嫦娥計画の主任科学者である欧陽自遠は、2019年に、着陸地点は月の表側で、搭載したコンピュータにより確定すると述べた
結果として着陸した地点は嵐の大洋にあるリュムケル山付近の台地で、これまで米ソが回収した月の石よりも比較的新しい年代にできた場所である可能性から科学的意義が期待された。得られた試料を解析した結果、実際にアポロ計画で得られたものよりも新しい年代の岩石だったとみられることが2021年10月に発表されている。

## 技術的成果
嫦娥5号のサンプルリターン成功で、中国はアメリカ、ソ連に次いで月面の岩石などの回収に成功した3番目の国となった。中国は、嫦娥5号を通じて5つの中国初を達成したと報道された。
- 地球外天体での試料採取と密封保存。
- 地球外天体における点火・離陸、正確な軌道投入。
- 月周回軌道における自動ドッキング、試料の移動。
- 月試料を携え第2宇宙速度に近い速度での再突入・帰還。
- 中国の月試料の保存、分析、研究システムの構築。  - サンプル

サンプル
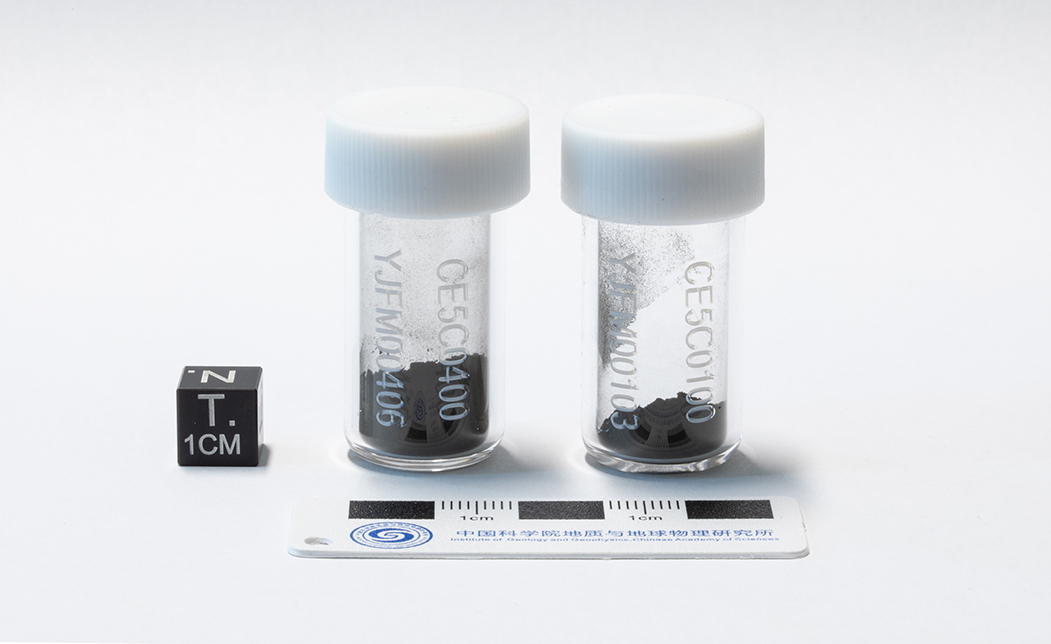
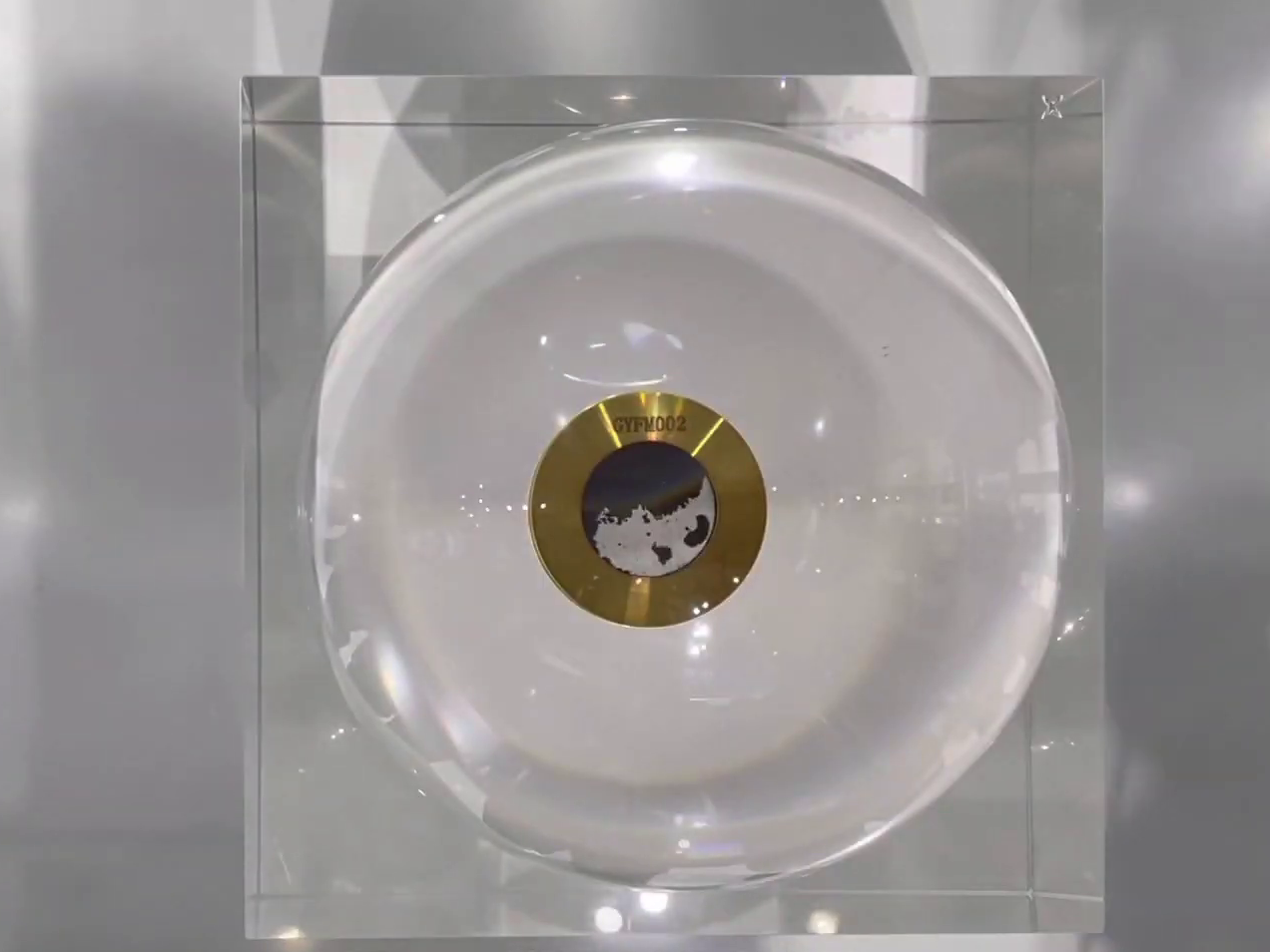

## 写真

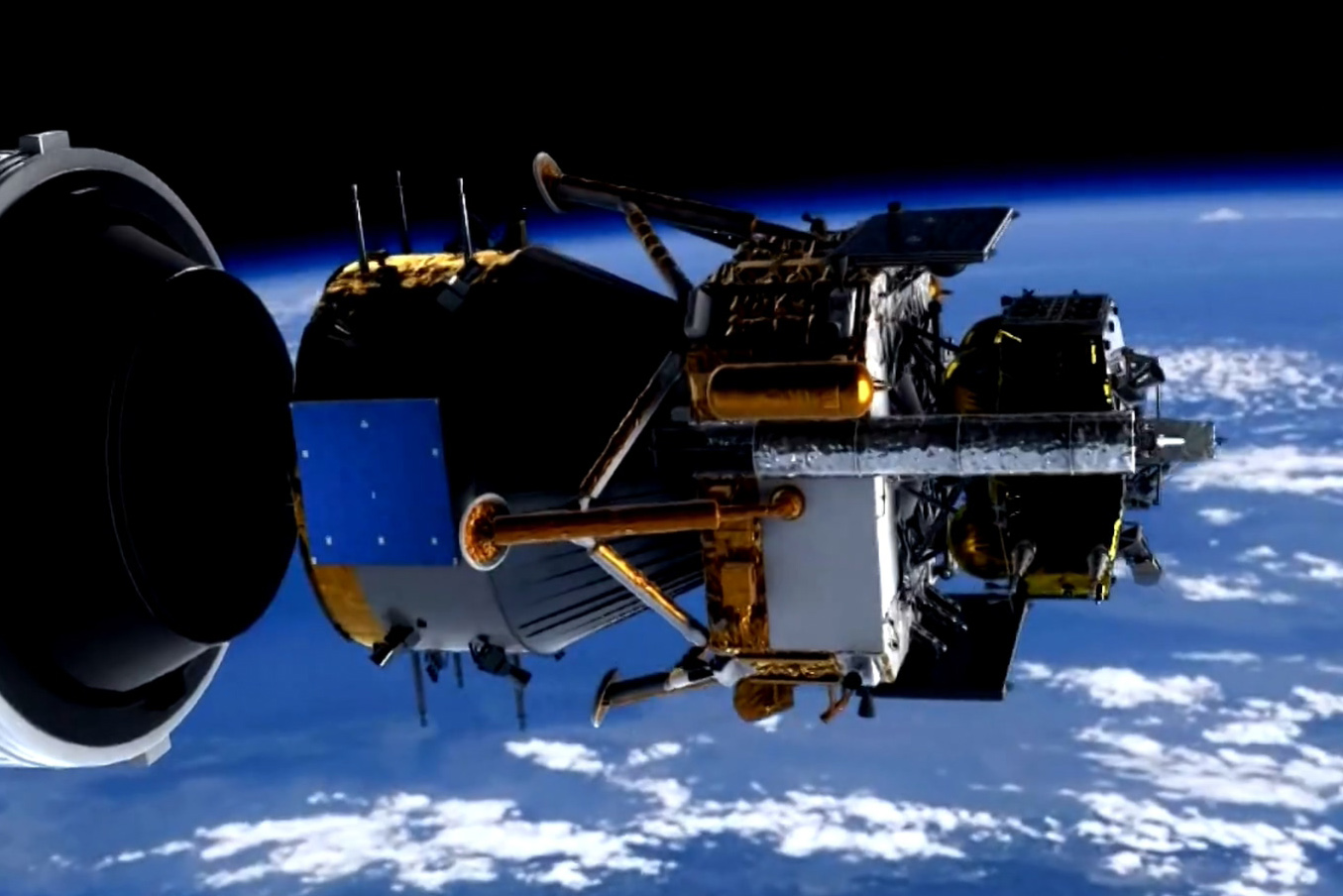
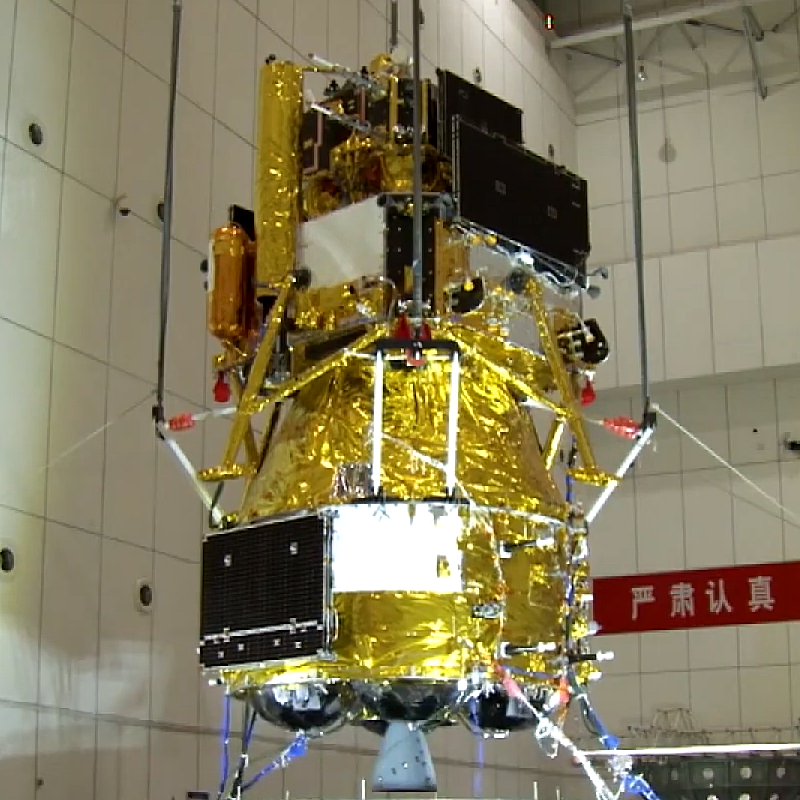
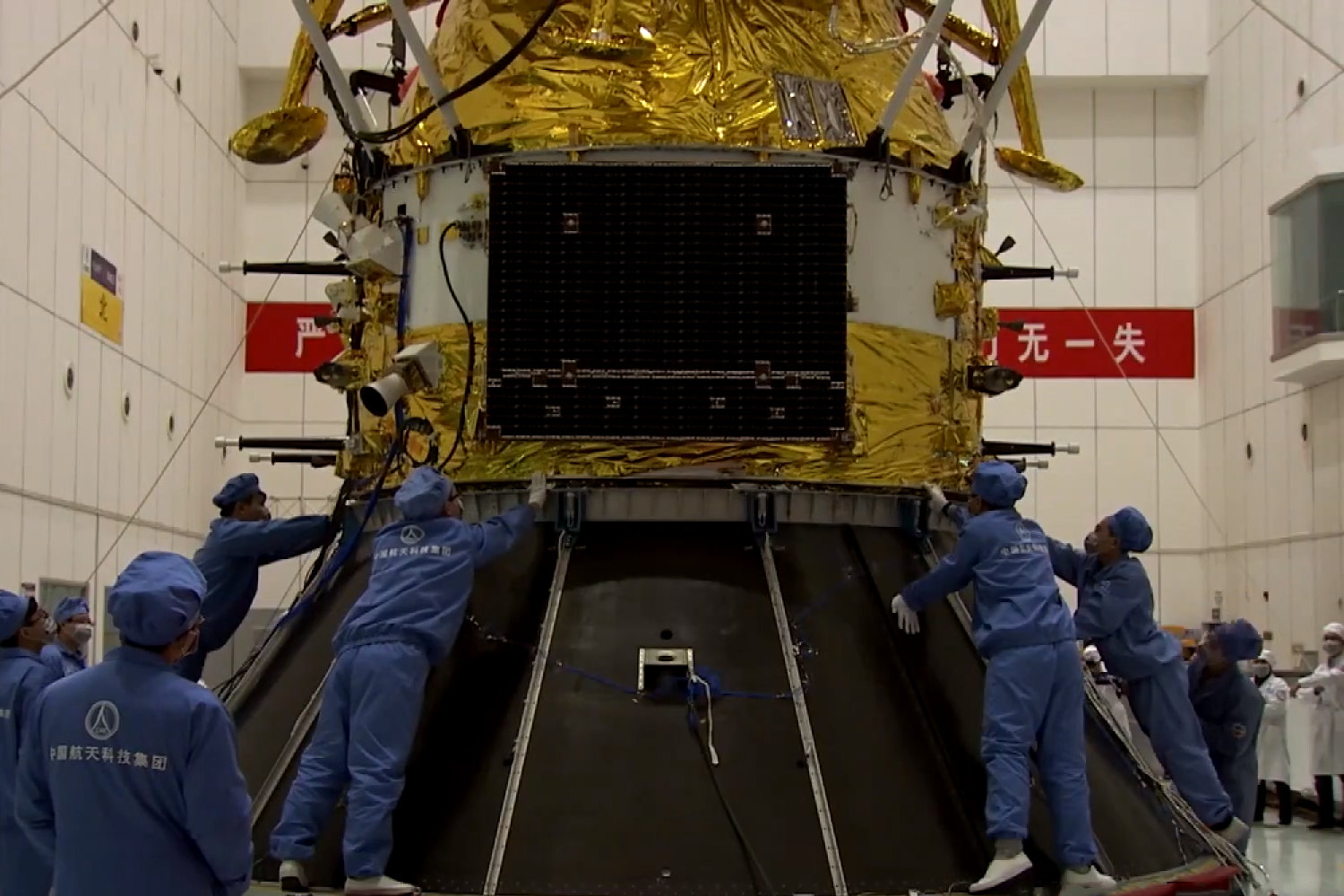
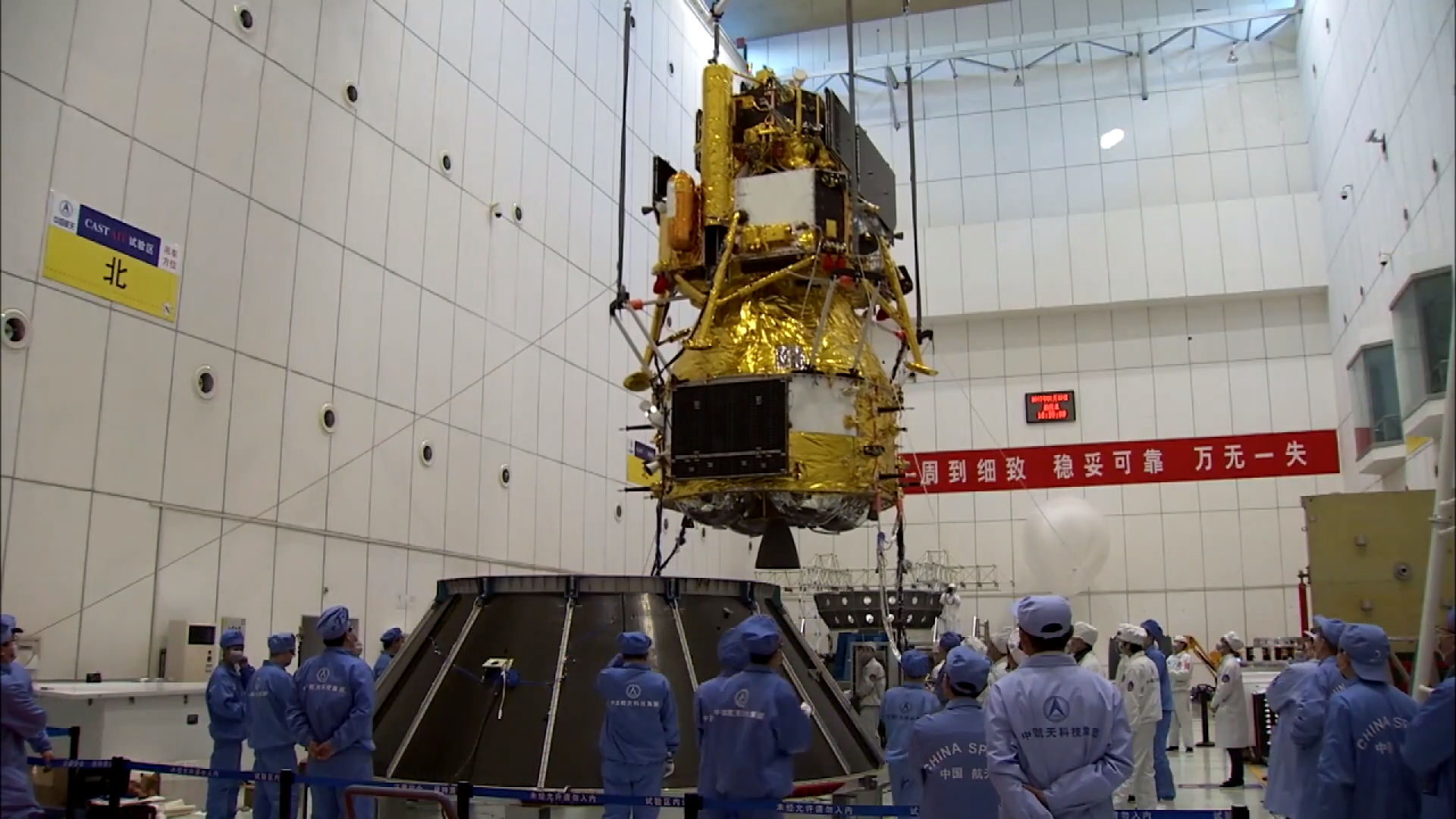
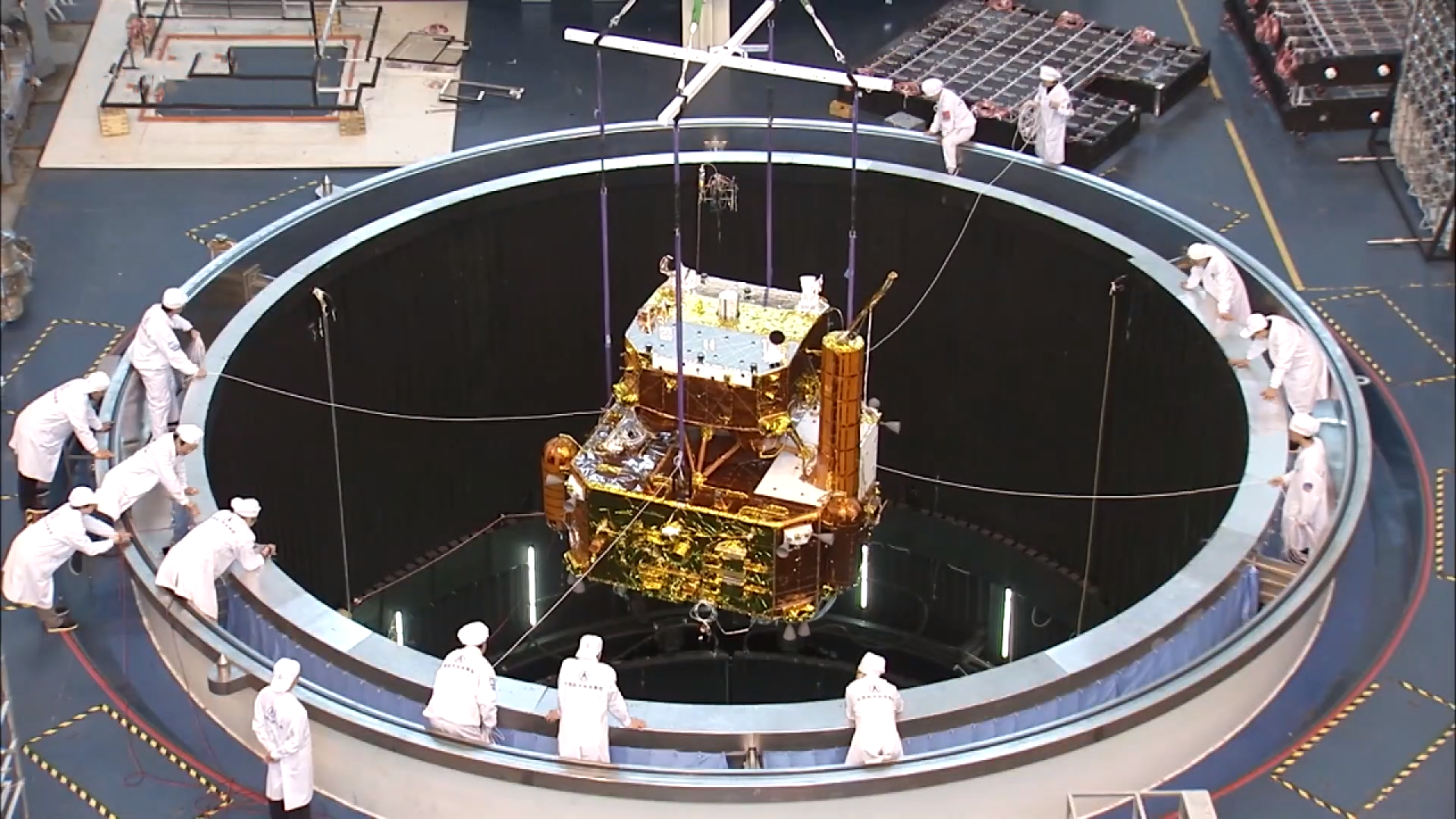
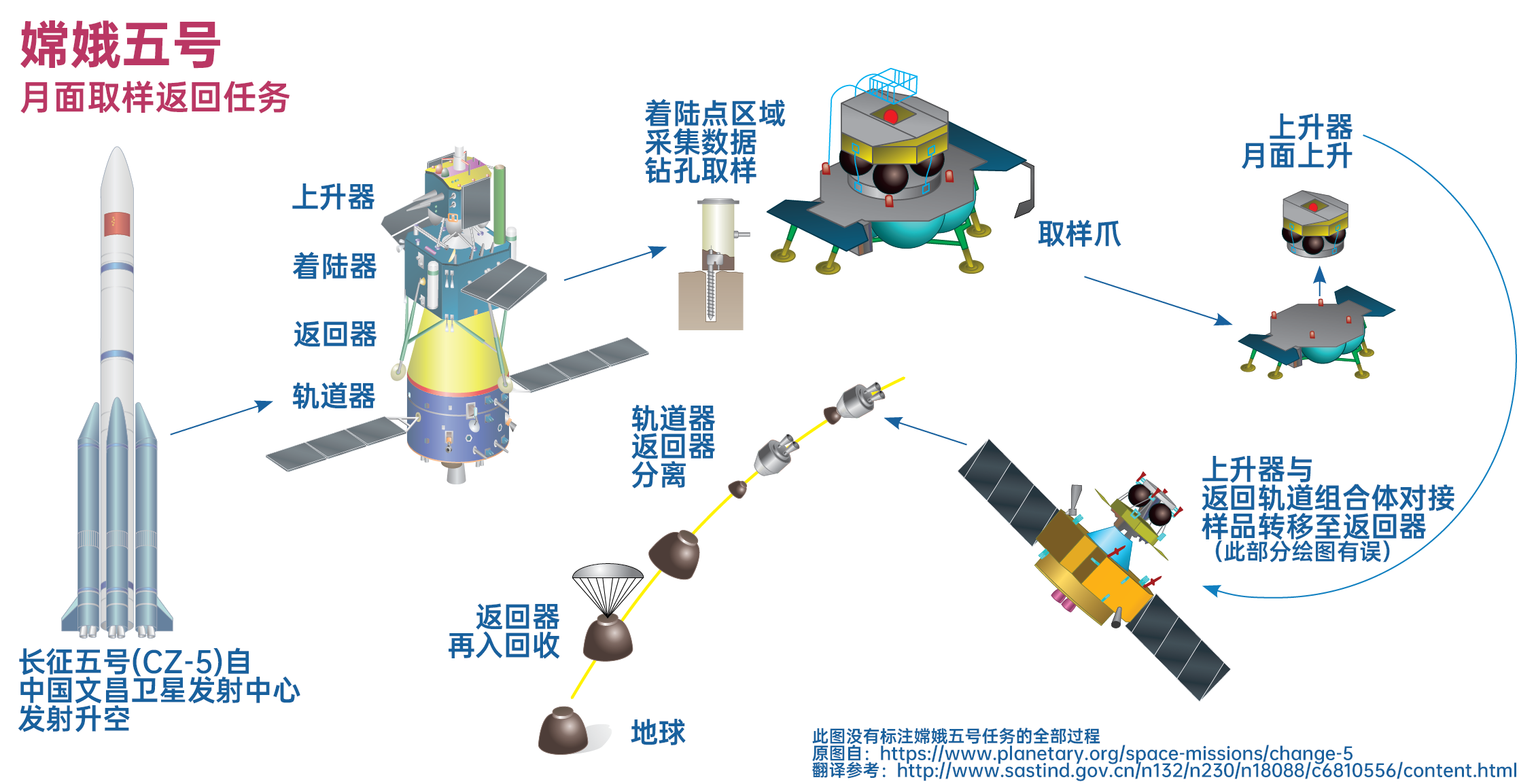
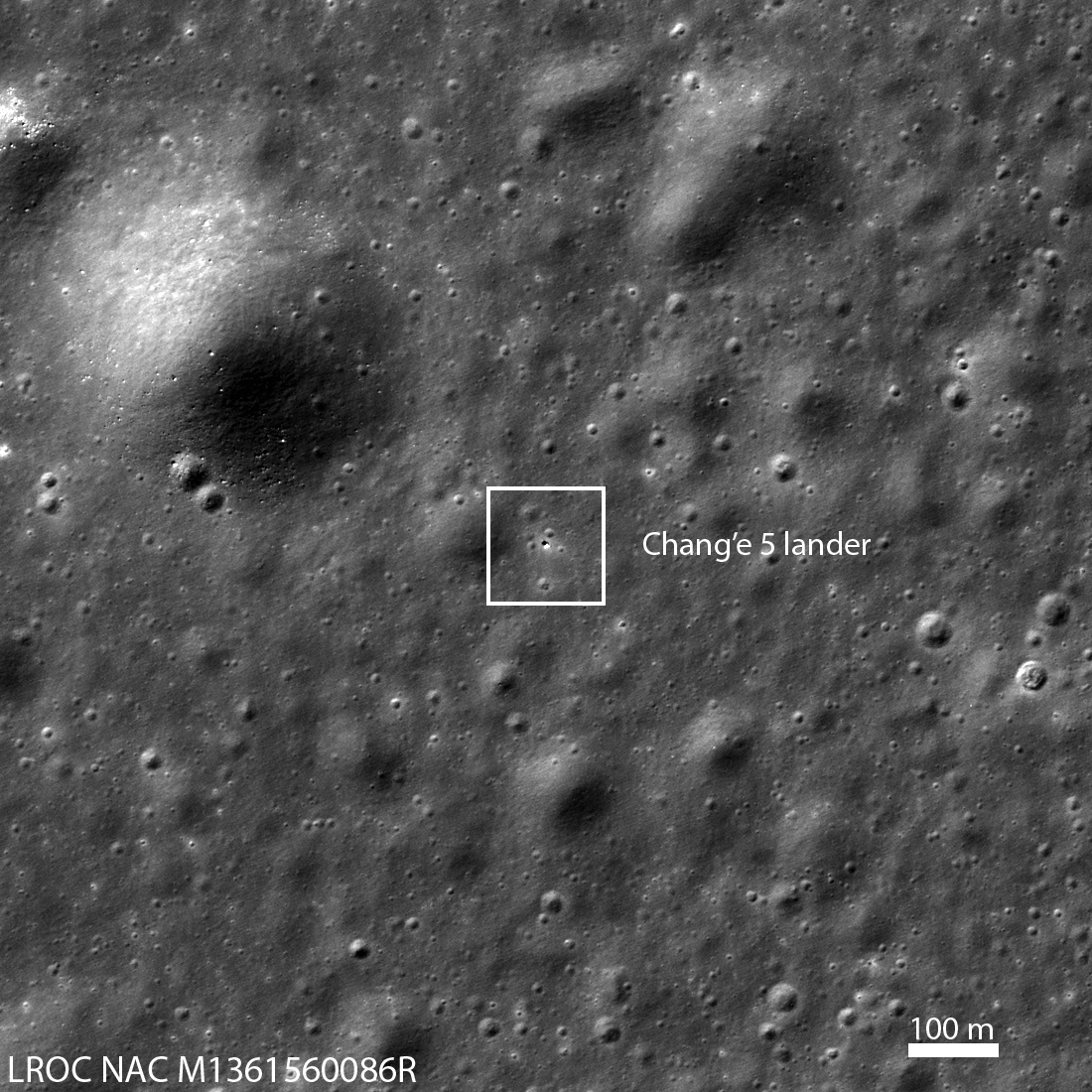
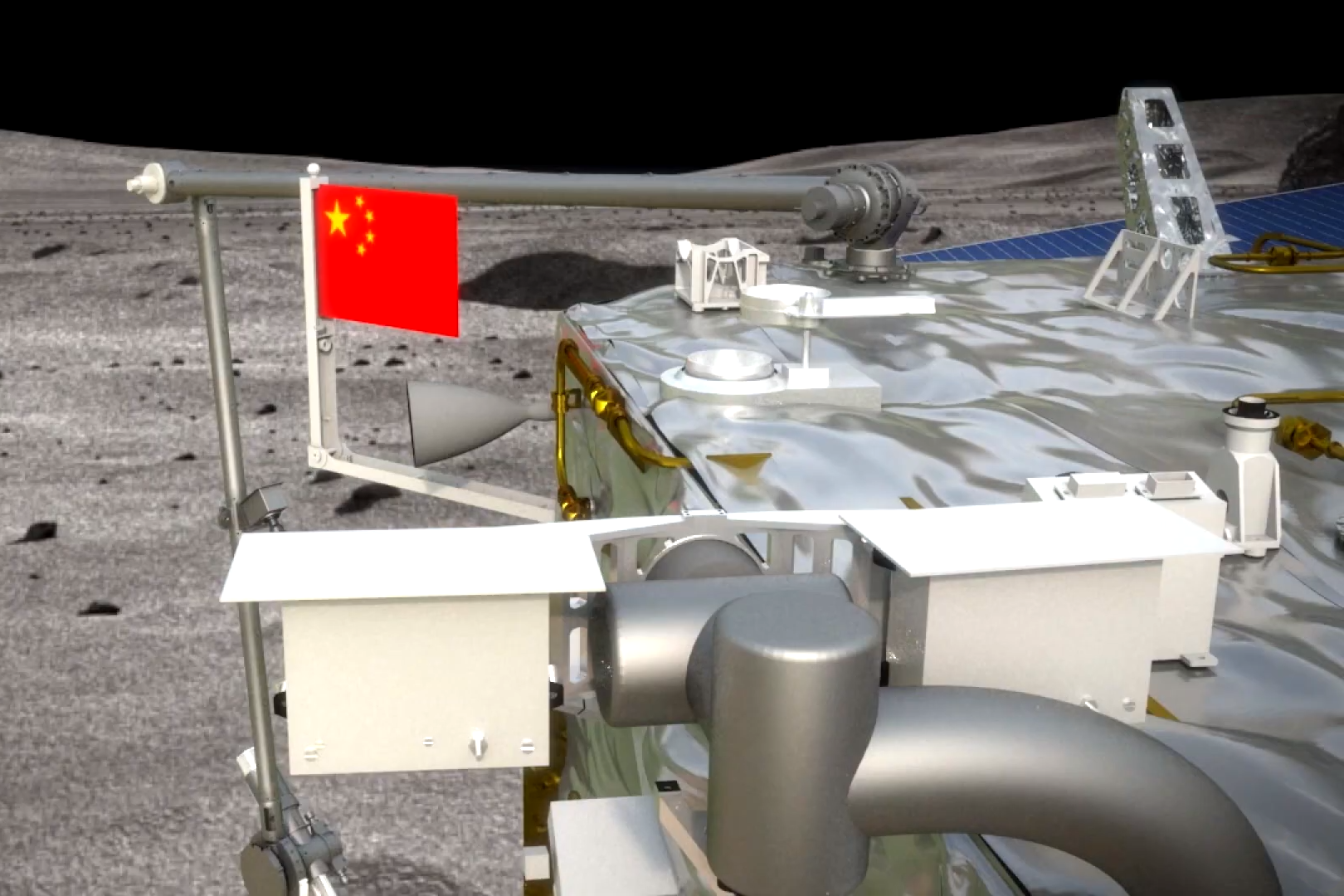
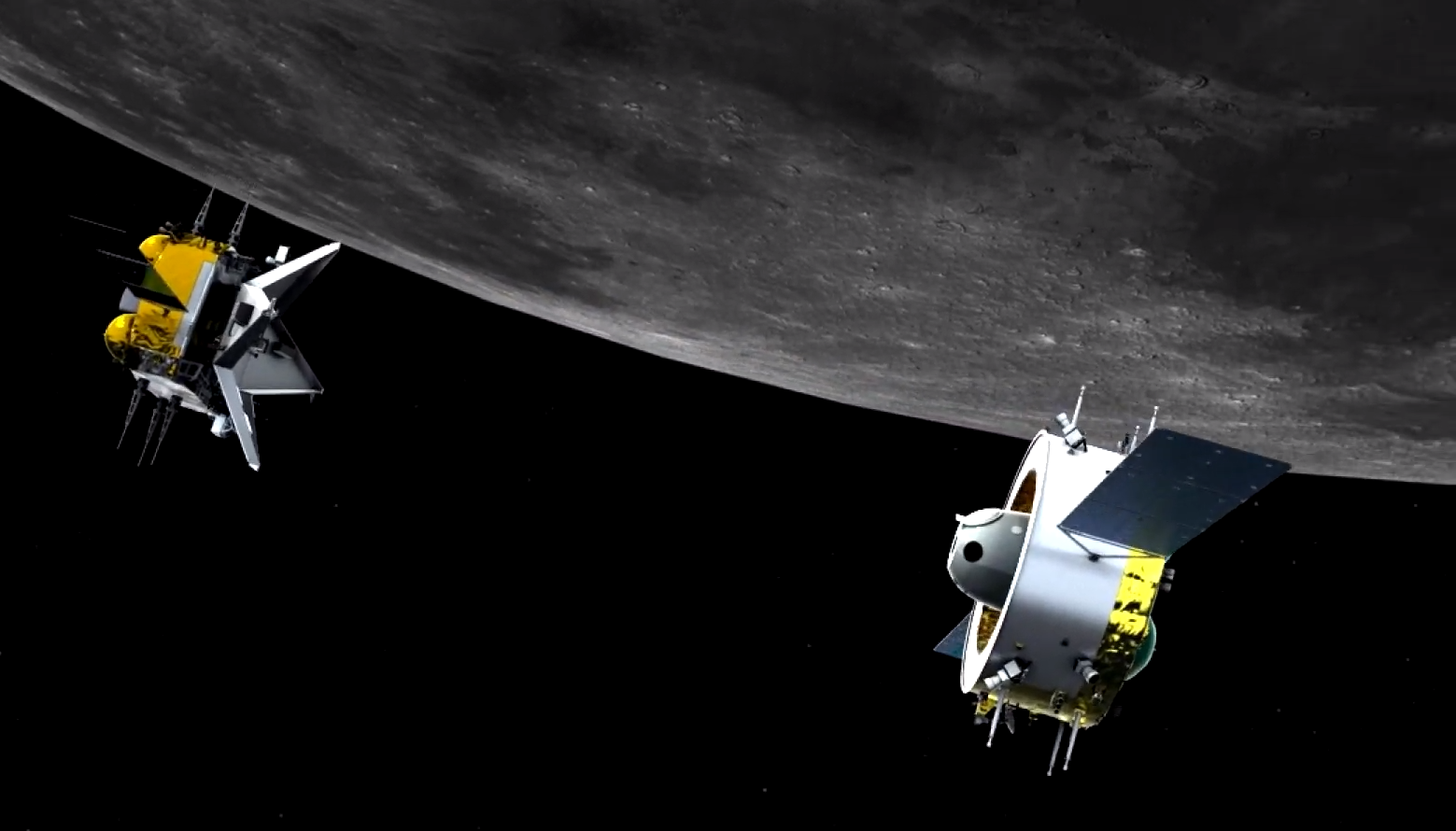
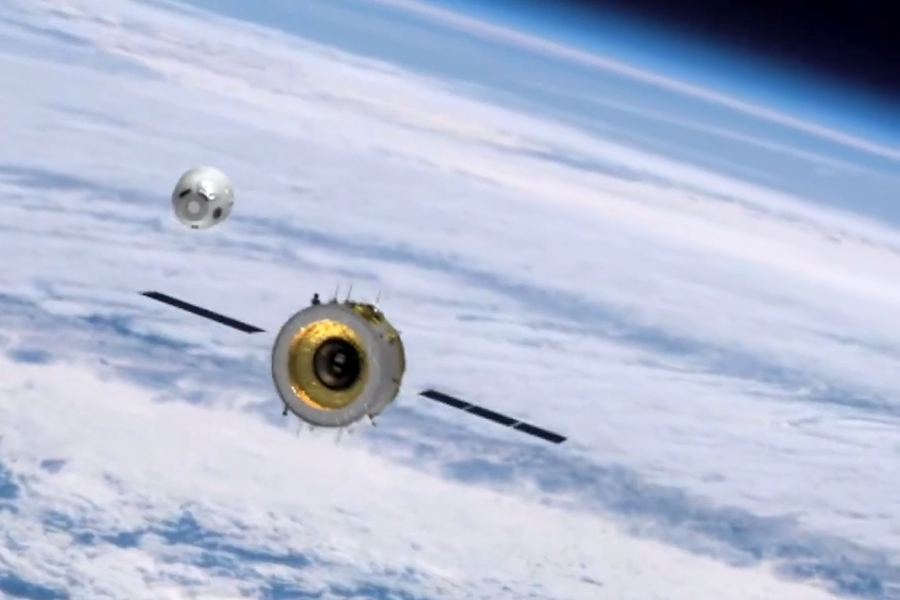
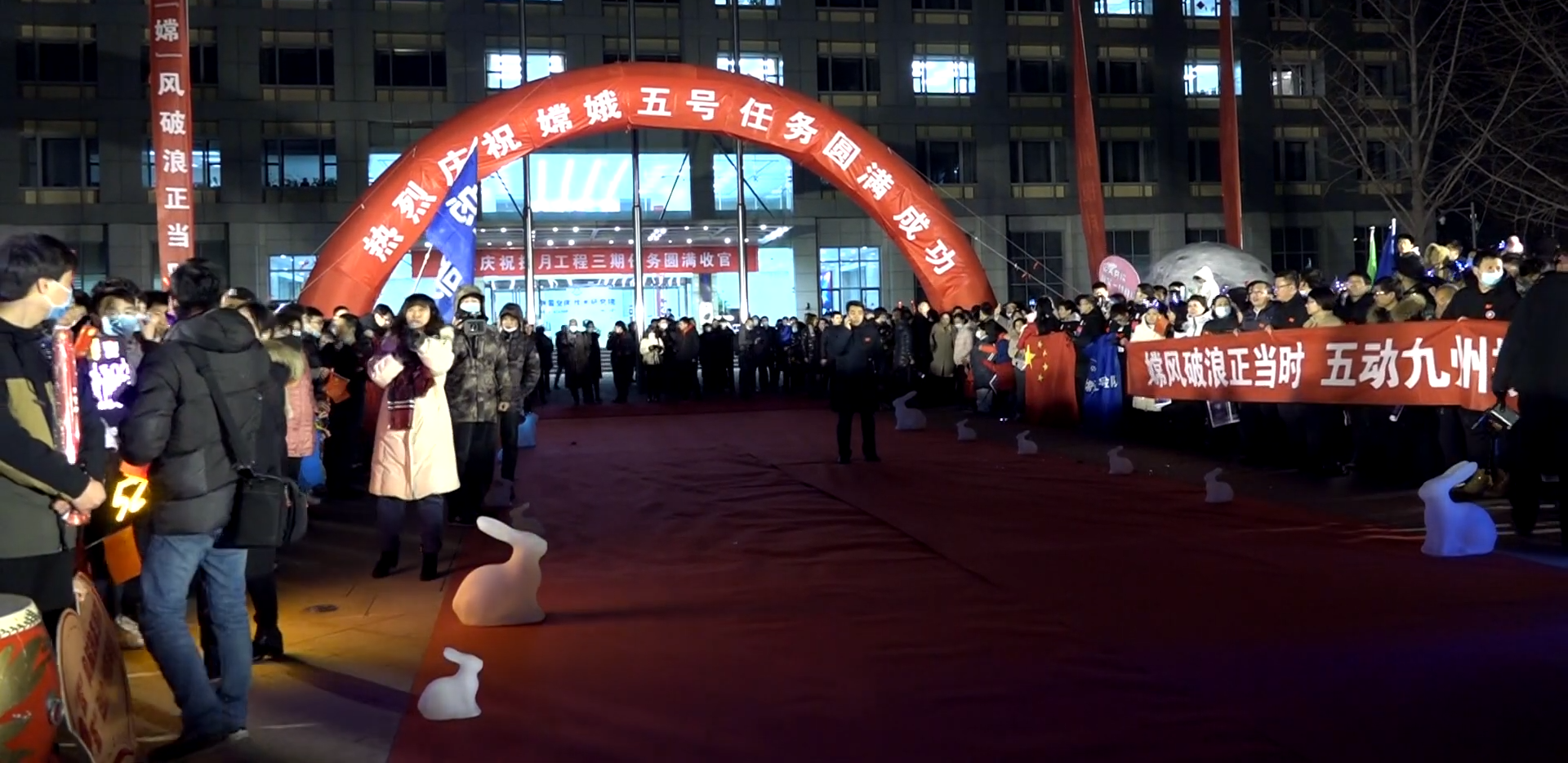
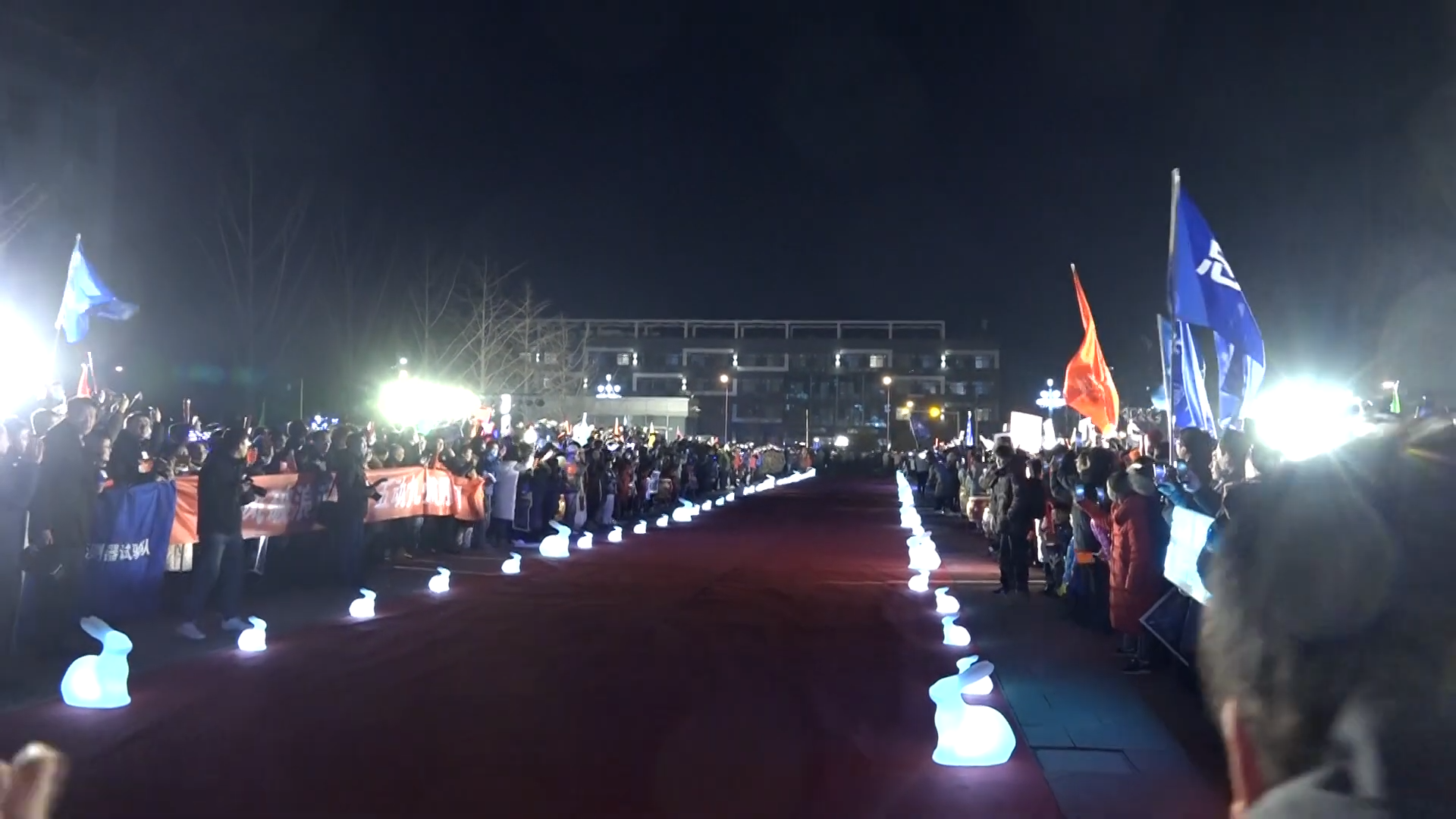
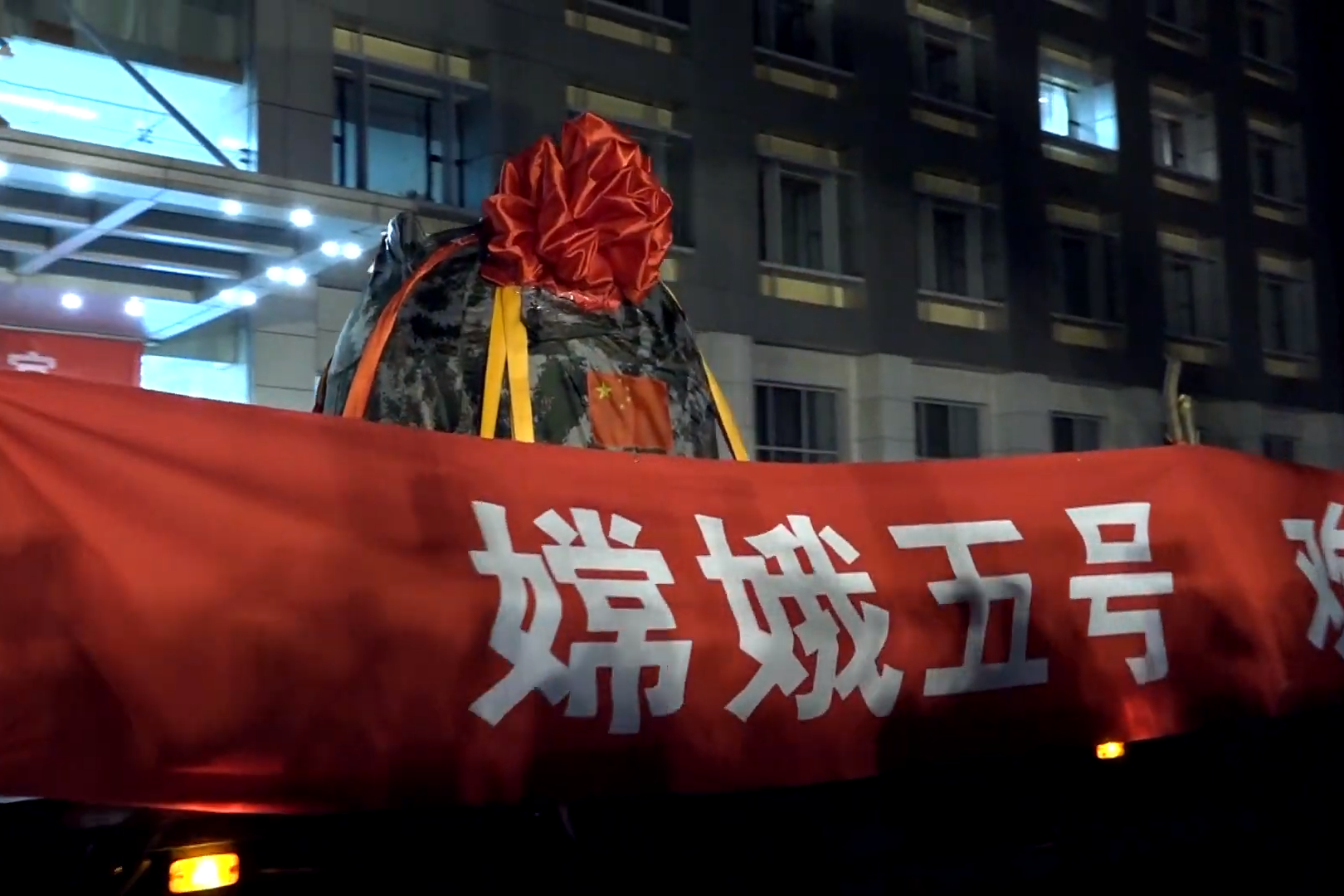
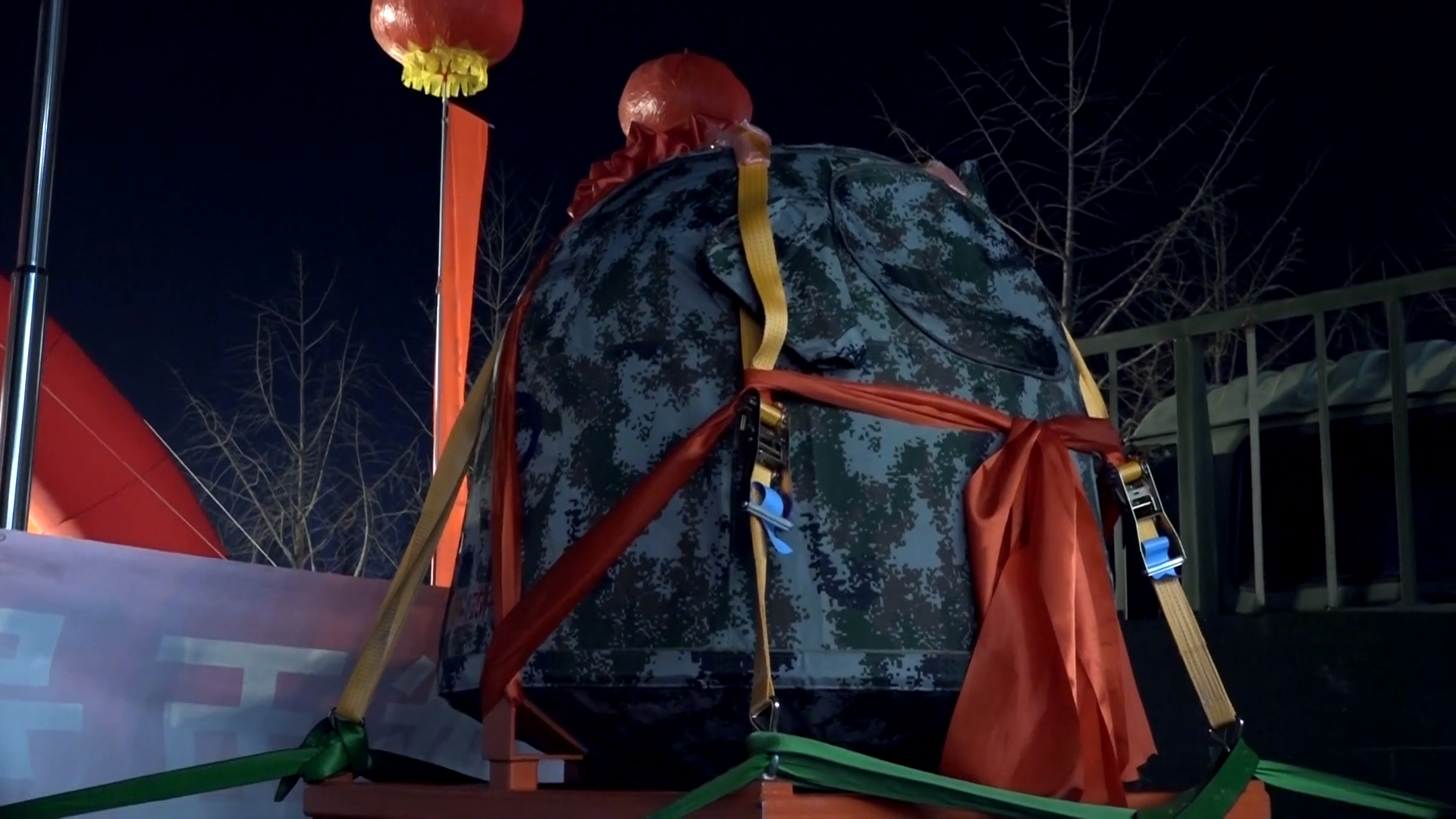

## はやぶさ2との比較
嫦娥5号のミッションはちょうど日本の小惑星サンプルリターン機はやぶさ2の帰還時期と重なっていたため、しばしばメディアでは両機を比較する報道も見られた。月と小惑星では難易度の方向性が異なるため一概には比較できないとしながらも、中国メディアは日本の惑星探査には米国の影響がある点などを指摘して中国の独自技術の優位性などを強調した。その一方で嫦娥5号の採取した試料が計画よりも少なかった点は計画以上の成功が得られたはやぶさ2とは対照的であり、日本の技術力の高さも認めている。